# Disney Legends

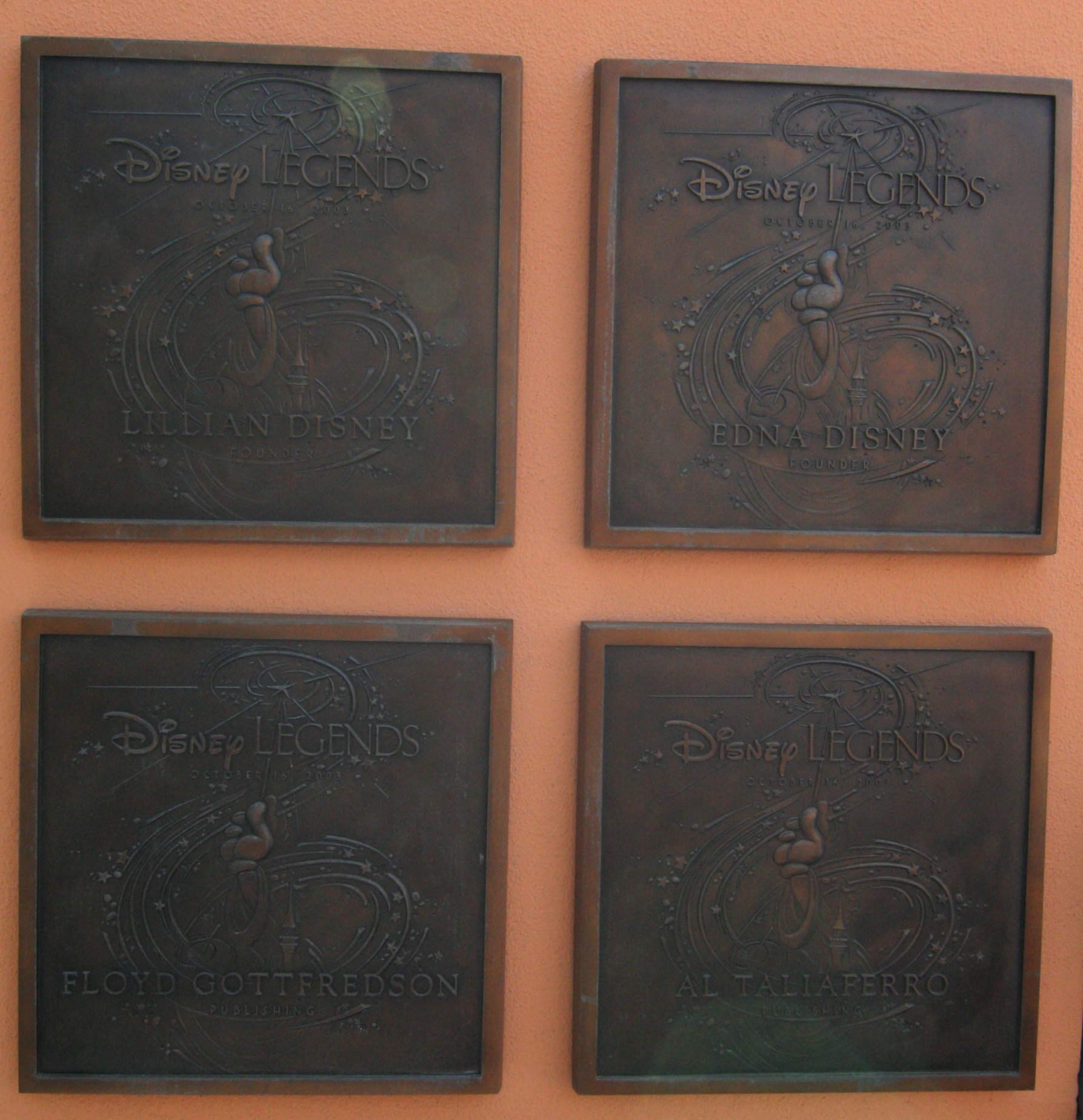
Plaques de Lillian Disney, Edna Disney, Floyd Gottfredson i Al Taliaferro.

Els Disney Legends és un reconeixement a les persones que han fet una contribució extraordinària i integral a The Walt Disney Company. Establert el 1987, l'honor s'atorgava tradicionalment anualment durant una cerimònia privada especial; des del 2009, s'atorga cada dos anys durant la D23 Expo de Disney.
Els destinataris són escollits per un comitè de selecció, anteriorment nomenat i presidit per la Disney Legends Roy E. Disney, nebot de Walt Disney, antic vicepresident i director emèrit de The Walt Disney Company. El comitè està format per executius de Disney de llarga trajectòria, historiadors i altres autoritats. A més de l'estatueta del premi en si, cada homenatjat està representat per una placa commemorativa de bronze amb les empremtes de les mans i la signatura dels destinataris si vivien quan van ser ingressats, o simplement una imatge de l'emblema de l'estatueta si la inducció va ser pòstuma. Les plaques es col·loquen a Legends Plaza als Walt Disney Studios de Burbank, Califòrnia, davant de l'edifici Michael D. Eisner. Les llegendes també reben un Disney Golden Pass, un passi de tota la vida per a tots els parcs temàtics de Disney.

## El premi
L'imagineer Andrea Favilli va crear el premi Disney Legends, que s'elabora a mà amb bronze cada any. El premi representa el braç de Mickey Mouse sostenint una vareta amb punta d'estrella.
El primer comitè de Disney Legends estava format per Dave Smith; Arlene Ludwig; Marty Sklar, Randy Bright; Jack Lindquist; Sharon Harwood; Art Levitt; Shelley Miles; Paula Sigman; Doris Smith; i Stacia Martin.

## Guardonats

### Dècada de 1980

#### Classe de 1987
- Fred MacMurray, pel·lícula[3]

#### Classe de 1989
- Les Clark, animació (pòstum)
- Marc Davis, animació i imagineering
- Ub Iwerks, animació i imagineering (pòstum)

- Ollie Johnston, animació
- Milt Kahl, animació (pòstum)
- Ward Kimball, animació i imagineering[4]
- Eric Larson, animació (pòstum)[5]
- John Lounsbery, animació (pòstum)[6]
- Wolfgang Reitherman, animació (pòstum)[7]
- Frank Thomas, animació[8]

Tots excepte Iwerks eren els "Nou Ancians" de Disney.

### Dècada de 1990

#### Classe de 1990
- Roger Broggie, imagineering
- Joe Fowler, atraccions
- John Hench, animació i imagineering[9]
- Richard Irvine, imagineering (pòstum)[10]
- Herb Ryman, imagineering (pòstum)[11]
- Sherman Brothers, música

#### Classe de 1991
- Ken Anderson, animació i imagineering
- Julie Andrews, pel·lícula
- Carl Barks, animació i edició[12]
- Mary Blair, animació i imagineering (pòstum)[13]
- Claude Coats, animació i imagineering[14]
- Don DaGradi, animació & pel·lícula[15]
- Sterling Holloway, animació—veu[16]
- Fess Parker, pel·lícula i televisió[17]
- Bill Walsh, pel·lícula i televisió (pòstum)[18]

#### Classe de 1992
- Jimmie Dodd, televisió (pòstum)[19]
- Bill Evans, imagineering[20]
- Annette Funicello, pel·lícula i televisió[21]
- Joe Grant, animació[22]
- Jack Hannah, animació[23]
- Winston Hibler, pel·lícula (pòstum)[24]
- Ken O'Connor, animació i imagineering[25]
- Roy Williams, animació i televisió (pòstum)[26]

#### Classe de 1993
- Pinto Colvig, animació—veu (pòstum)[27]
- Buddy Ebsen, pel·lícula i televisió[28]
- Peter Ellenshaw, pel·lícula[29]
- Blaine Gibson, animació i imagineering[30]
- Harper Goff, pel·lícula i imagineering[31]
- Irving Ludwig, pel·lícula[32]
- Jimmy MacDonald, animació—veu (pòstum)[33]
- Clarence Nash, animació—veu (pòstum)[34]
- Donn Tatum, administració[35]
- Card Walker, administració[36]

#### Classe de 1994
- Adriana Caselotti, animació—veu[37]
- Bill Cottrell, animació i imagineering[38]
- Marvin Davis, pel·lícula i imagineering[39]
- Van France, atraccions[40]
- David Hand, animació (pòstum)[41]
- Jack Lindquist, atraccions[42]
- Bill Martin, imagineering[43]
- Paul J. Smith, música (pòstum)[44]
- Frank Wells, administració (pòstum)[45]

#### Classe de 1995
- Wally Boag, atraccions[46]
- Fulton Burley, atraccions[47]
- Dean Jones, pel·lícula[48]
- Angela Lansbury, pel·lícula[49]
- Edward Meck, atraccions (pòstum)[50]
- Fred Moore, animació (pòstum)[51]
- Thurl Ravenscroft, animació—veu[52]
- Wathel Rogers, imagineering[53]
- Betty Taylor, atraccions[54]

#### Classe de 1996
- Bob Allen, atraccions (pòstum)[55]
- Rex Allen, pel·lícula i televisió[56]
- X Atencio, animació i imagineering[57]
- Betty Lou Gerson, animació—veu[58]
- Bill Justice, animació i imagineering[59]
- Bob Matheison, atraccions[60]
- Sam McKim, imagineering[61]
- Bob Moore, animació & pel·lícula[62]
- Bill Peet, animació—Story[63]
- Joe Potter, atraccions (pòstum)[64]

#### Classe de 1997
- Lucien Adés, música (pòstum)[65]
- Angel Angelopoulos, edició (pòstum)[66]
- Antonio Bertini, productes derivats dels personatges[67]
- Armand Bigle, productes derivats dels personatges[68]
- Gaudenzio Capelli, edició[69]
- Roberto de Leonardis, pel·lícula (pòstum)[70]
- Cyril Edgar, pel·lícula (pòstum)[71]
- Wally Feignoux, pel·lícula (pòstum)[72]
- Didier Fouret, edició (pòstum)[73]
- Mario Gentilini, edició (pòstum)[74]
- Cyril James, pel·lícula & Merchandise (pòstum)[75]
- Horst Koblischek, productes derivats dels personatges[76]
- Gunnar Mansson, productes derivats dels personatges[77]
- Arnoldo Mondadori, edició (pòstum)[78]
- Armand Palivoda, pel·lícula (pòstum)[79]
- Poul Brahe Pedersen, edició (pòstum)[80]
- André Vanneste, productes derivats dels personatges (pòstum)[81]
- Paul Winkler, productes derivats dels personatges (pòstum)[82]

#### Classe de 1998
- James Algar, animació i pel·lícula[83]
- Buddy Baker, música[84]
- Kathryn Beaumont, animació—veu[85]
- Virginia Davis, animació[86]
- Don Escen, administració[87]
- Wilfred Jackson, animació (pòstum)[88]
- Glynis Johns, pel·lícula[89]
- Kay Kamen, productes derivats dels personatges (pòstum)[90]
- Paul Kenworthy, pel·lícula[91]
- Larry Lansburgh, pel·lícula i televisió[92]
- Hayley Mills, pel·lícula[93]
- Al Milotte and Elma Milotte, pel·lícula (pòstum)[94]
- Norman "Stormy" Palmer, pel·lícula[95]
- Lloyd Richardson, pel·lícula[96]
- Kurt Russell, pel·lícula[97]
- Ben Sharpsteen, animació i pel·lícula (pòstum)[98]
- Masatomo Takahashi, administració[99]
- Vladimir (Bill) Tytla, animació (pòstum)[100]
- Dick Van Dyke, pel·lícula[101]
- Matsuo Yokoyama, productes derivats dels personatges[102]

#### Classe de 1999
- Tim Allen, televisió, pel·lícula i animació—veu[103]
- Mary Costa, animació—veu[104]
- Norm Ferguson, animació (pòstum)[105]
- Bill Garity, pel·lícula (pòstum)[106]
- Yale Gracey, animació i imagineering (pòstum)[107]
- Al Konetzni, productes derivats dels personatges[108]
- Hamilton Luske, animació (pòstum)[109]
- Dick Nunis, atraccions[110]
- Charlie Ridgway, atraccions[111]

### Dècada de 2000

#### Classe de 2000
- Grace Bailey, animació (pòstum)[112]
- Harriet Burns, imagineering[113]
- Joyce Carlson, animació i imagineering[114]
- Ron Dominguez, Parcs i resorts[115]
- Cliff Edwards, animació—veu (pòstum)[116]
- Becky Fallberg, animació[117]
- Dick Jones, animació—veu[118]
- Dodie Roberts, animació[119]
- Retta Scott, animació (pòstum)[120]
- Ruthie Tompson, animació[121]

#### Classe de 2001
- Howard Ashman, música (pòstum)[122]
- Bob Broughton, pel·lícula[123]
- George Bruns, música (pòstum)[124]
- Frank Churchill, música (pòstum)[125]
- Leigh Harline, música (pòstum)[126]
- Fred Joerger, imagineering[127]
- Alan Menken, música[128]
- Martin Sklar, imagineering[129]
- Ned Washington, música (pòstum)[130]
- Tyrus Wong, animació[131]

#### Classe de 2002
Nota: en honor a l'obertura del parc Walt Disney Studios a Disneyland Paris, tots els participants del 2002 són d'origen europeu. L'acte es va celebrar a l'edifici d'animació del nou parc el dia de la inauguració.
- Ken Annakin, pel·lícula
- Hugh Attwooll, pel·lícula
- Maurice Chevalier, pel·lícula (pòstum)
- Phil Collins, música
- Sir John Mills, pel·lícula
- Robert Newton, pel·lícula i televisió (pòstum)
- Sir Tim Rice, música
- Robert Stevenson, pel·lícula (pòstum)
- Richard Todd, pel·lícula i televisió
- David Tomlinson, pel·lícula (pòstum)

#### Classe de 2003
Després d'una disputa entre Roy E. Disney i l'empresa que va donar lloc a la seva marxa de Disney, Robert Iger, llavors president i director d'operacions de la companyia, es va presentar conjuntament amb Michael Eisner.
- Neil Beckett, Merchandise (pòstum)[132]
- Tutti Camarata, música[133]
- Edna Francis Disney (pòstum)[134]
- Lillian Disney (pòstum)[135]
- Orlando Ferrante, imagineering[136]
- Richard Fleischer, pel·lícula[137]
- Floyd Gottfredson, animació (pòstum)[138]
- Buddy Hackett, pel·lícula i televisió (pòstum)[139]
- Harrison "Buzz" Price, Research Economist[140]
- Al Taliaferro, Cartoonist (pòstum)[141]
- Ilene Woods, música—veu[142]

#### Classe de 2004
- Bill Anderson, pel·lícula i televisió[143] (pòstum)
- Tim Conway, pel·lícula[144]
- Rolly Crump, imagineering[145]
- Alice Davis, imagineering[146]
- Karen Dotrice, pel·lícula i televisió[147]
- Matthew Garber, pel·lícula (pòstum)[148]
- Leonard H. Goldenson, televisió (pòstum)[149]
- Bob Gurr, imagineering[150]
- Ralph Kent, imagineering i atraccions[151]
- Irwin Kostal, música (pòstum)[152]
- Mel Shaw, animació[153]

#### Classe de 2005
En honor al 50è aniversari de Disneyland el 2005, tots els destinataris estan relacionats amb Walt Disney Parks and Resorts i/o Walt Disney Imagiering, i gairebé tots han tingut alguna connexió amb Disneyland. Roy E. Disney va tornar a copresentar els premis, després d'una pausa de dos anys i un retorn a l'empresa.
- Chuck Abbott, Parks i resorts (pòstum)[154]
- Milt Albright, Parks & Resorts[155]
- Hideo Amemiya, Parks & Resorts (pòstum)[156]
- Hideo Aramaki, Parks & Resorts (pòstum)[157]
- Charles Boyer, Parks & Resorts[158]
- Randy Bright, Imagineer (pòstum)[159]
- James Cora, Parks & Resorts[160]
- Robert Jani, Parks & Resorts (pòstum)[161]
- Mary Jones, Parks & Resorts[162]
- Art Linkletter, Parks & Resorts[163]
- Mary Anne Mang, Parks & Resorts[164]
- Steve Martin, Parks & Resorts[165]
- Tom Nabbe, Parks & Resorts[166]
- Jack Olsen, Parks & Resorts (pòstum)[167]
- Cicely Rigdon, Parks & Resorts[168]
- William Sullivan, Parks & Resorts[169]
- Jack Wagner, Parks & Resorts (pòstum)[170]
- Vesey Walker, Parks & Resorts (pòstum)[171]

#### Classe de 2006
- Tim Considine, televisió & pel·lícula
- Kevin Corcoran, televisió & pel·lícula
- Al Dempster, animació (pòstum)
- Don Edgren, imagineering[172]
- Paul Frees, televisió, pel·lícula i parks (pòstum)[173]
- Peter Jennings, televisió (pòstum)[174]
- Sir Elton John, música[175]
- Jimmy Johnson, música (pòstum)[176]
- Tommy Kirk, televisió & pel·lícula[177]
- Joe Ranft, animació (pòstum)[178]
- David Stollery, televisió & pel·lícula[179]
- Ginny Tyler, televisió & pel·lícula[180]

#### Classe de 2007
- Roone Arledge, televisió (pòstum)[181]
- Art Babbitt, animació (pòstum)[182]
- Carl Bongirno, imagineering[183]
- Marge Champion, animació
- Dick Huemer, animació (pòstum)
- Ron Logan, Parks & Resorts
- Lucille Martin, animació[184]
- Tom Murphy, administració
- Randy Newman, música
- Floyd Norman, animació
- Bob Schiffer, pel·lícula Production[185]
- Dave Smith, Arxius[186]

#### Classe de 2008
- Wayne Allwine, animació—veu
- Bob Booth, atraccions
- Roy E. Disney, pel·lícula, animació & administració[187]
- Neil Gallagher, atraccions[188]
- Frank Gifford, televisió
- Burny Mattinson, animació
- Walter Peregoy, animació
- Dorothea Redmond, Designer
- Russi Taylor, animació—veu[189]
- Toshio Kagami, Parks and Resorts[190]
- Ian McGuinness, - animació & Entertainment[188]
- Barbara Walters, televisió[191]
- Oliver Wallace, música (pòstum)[192]

#### Classe de 2009
- Tony Anselmo, animació—veu[193]
- Harry Archinal, pel·lícula[194]
- Beatrice Arthur, pel·lícula i televisió (pòstum)
- Bill Farmer, animació—veu
- Estelle Getty, pel·lícula i televisió (pòstum)
- Don Iwerks, pel·lícula
- Rue McClanahan, pel·lícula i televisió
- Leota Toombs Thomas, atraccions (pòstum)
- Betty White, pel·lícula i televisió
- Robin Williams, pel·lícula & animació—veu

### Dècada de 2010

#### Classe de 2011
- Regis Philbin, televisió[196]
- Jim Henson, pel·lícula i televisió (pòstum)
- Jodi Benson, animació—veu
- Paige O'Hara, animació—veu
- Lea Salonga, animació—veu
- Linda Larkin, animació—veu
- Anika Noni Rose, animació—veu
- Jack Wrather, Parks & Resorts (pòstum)
- Bonita Wrather, pel·lícula (pòstum)
- Guy Williams, televisió (pòstum)
- Bo Boyd, Consumer Products[197]
- Raymond Watson, administració

#### Classe de 2013
- Tony Baxter, imagineering
- Collin Campbell, imagineering (pòstum)
- Dick Clark, televisió (pòstum)
- Billy Crystal, pel·lícula i animació—veu
- John Goodman, pel·lícula i animació—veu
- Steve Jobs, animació (pòstum)
- Glen Keane, animació
- Ed Wynn, pel·lícula i animació—veu (pòstum)

#### Classe de 2015
- George Bodenheimer, administració i televisió
- Andreas Deja, animació
- Johnny Depp, pel·lícula
- Eyvind Earle, animació (pòstum)
- Danny Elfman, música
- George Lucas, pel·lícula i Parks and Resorts
- Susan Lucci, televisió
- Julie Reihm Casaletto, Parks and Resorts
- Carson Van Osten, productes[200]

#### Classe de 2017
- Carrie Fisher, pel·lícula (pòstum)
- Clyde Geronimi, animació (pòstum)
- Whoopi Goldberg, pel·lícula i televisió
- Manuel Gonzales, animació (pòstum)
- Mark Hamill, pel·lícula
- Wayne Jackson, imagineering
- Jack Kirby, edició (pòstum)
- Stan Lee, pel·lícula i edició
- Garry Marshall, pel·lícula i televisió (pòstum)
- Julie Taymor, teatre
- Oprah Winfrey, pel·lícula i televisió[201][202][203]

#### Classe de 2019
- Christina Aguilera, música i televisió[204]
- Wing T. Chao, Parks & Resorts
- Robert Downey Jr., pel·lícula
- James Earl Jones, pel·lícula
- Jon Favreau, pel·lícula[205]
- Bette Midler, pel·lícula[206]
- Kenny Ortega, pel·lícula i televisió
- Barnette Ricci, Parks & Resorts
- Robin Roberts, televisió
- Diane Sawyer, televisió
- Ming-Na Wen, pel·lícula, televisió & animació—veu[207]
- Hans Zimmer, música[208][209][210]